# Billy Gilmour
Billy Clifford Gilmour (2001. június 11. –) skót profi labdarúgó, az SSC Napoli és a skót válogatott középpályásaként játszik.
Gilmour fiatalon három hónapot töltött a Celticnél, mielőtt a Rangershez igazolt, ahol a klub akadémiáján fejlődött, és 15 évesen az első csapatban edzett. 2017-ben csatlakozott a Chelsea-hez, miután egy profi szerződést elutasított a Rangerekkel. Gilmour 22 alkalommal lépett pályára a Blues színeiben, és ott volt a 2021-es UEFA Bajnokok Ligája és FA-kupa döntőjében. Kölcsönben töltött egy szezont a Norwich Cityvel. A klub végül kiesett, mielőtt a 2022-es nyári határidő után a Brighton & Hove Albionhoz szerződött végleges átigazolással. 2024. augusztus 30-án az SSC Napoli szerződtette.
Skóciát U15-től minden ifjúsági szinten képviselte, mielőtt 2021-ben debütált a felnőttek között.

## Fordítás
- Ez a szócikk részben vagy egészben  a   Billy Gilmour című angol Wikipédia-szócikk ezen változatának fordításán alapul.  Az eredeti cikk szerkesztőit annak laptörténete sorolja fel. Ez a jelzés csupán a megfogalmazás eredetét és a szerzői jogokat jelzi, nem szolgál a cikkben szereplő információk forrásmegjelöléseként.